# 마이 골든 데이즈
마이 골든 데이즈(Trois Souvenirs de ma Jeunesse, My Golden Days)는 프랑스에서 제작된 아르노 데플르섕 감독의 2015년 드라마, 멜로/로맨스 영화이다. 캉탱 돌메르 등이 주연으로 출연하였다.

## 출연

### 주연
- 캉탱 돌메르
- 루 로이 레콜리넷
- 마티외 아말리크

### 조연
- 디나라 드루카로바
- 세실 가르시아-포겔
- 프랑수와 레브런
- 이리나 바빌로바

## 제작진
- 음향: 니콜라스 칸틴
- 음향편집: 실뱅 말브란트
- 미술: 토마 바퀘니